# 벨라비아
벨라비아(벨라루스어: Белавія, 러시아어: Белавиа, 영어: Belavia)는 벨라루스 민스크에 본사를 두고 있는 항공사로 허브 공항은 민스크 국제공항이 있다.

## 역사
벨라루스의 항공 운송 구조 조정에 관한 정부의 결의에 따라 1996년 공식적으로 설립되었다. 아시아, 유럽, 아프리카 37개 지역에 취항하고 있다. 벨라루스의 국적 항공사로 벨라루스 정부가 소유하고 있다. 허브 공항은 민스크 국제공항이며 본사는 민스크에 있다. 이후 베이징, 이스탄불, 런던, 로마에 취항했다. 보잉 737 등 새로운 항공기를 구입하고 신규 노선을 개설하며 영업을 확대했다. 2000년대 후반 몇 년 사이에 여객 수가 두 배 증가했다. 2009년 70만 명 가량의 여객을 수송했다.

## 운항 노선
- 2022년 8월 기준으로 벨라비아 항공은 다음과 같은 노선을 운행하고 있다.

COVID-19 전염병 이전에, 벨라비아는 민스크 국립 공항 기지에서 아시아, 유럽, 아프리카로 가는 항공편을 운항했다. 여기에 나열된 예정된 목적지 외에도, 벨라비아는 레저 목적지와 VIP 전세로 가는 전세 항공편을 운항한다. 라이언에어 4978편 강제착륙 사건 전까지, 32개국의 국내 목적지와 54개의 국제 목적지에 서비스를 제공했다. 이후 벨라루스 여객기가 EU, 영국 및 우크라이나 영공에 진입하는 것을 금지한 결과, 항공사는 지리적 제약으로 인해 이 세 비 EU 회원국이 벨라비아에 대한 독립적인 여행 금지령을 발표하지 않았음에도 불구하고 치시나우(몰도바), 칼리닌그리드(러시아), 베오그라드(세르비아)에 대한 접근은 사실상 불가능해졌다.

### 코드쉐어 협정
- 벨라비아 항공은 2024년 10월 다음과 같은 항공사와 코드쉐어 협정을 체결하고 있다.[1]

| - KLM (스카이팀) - LOT 폴란드 항공 (스타 얼라이언스) - S7 항공 (원월드) - 에어발틱 - 에어 프랑스 (스카이팀) | - 에티하드 항공 - 오스트리아 항공 (스타 얼라이언스) - 우즈베키스탄 항공 - 핀에어 (원월드) |  |

## 보유 기종

### 현재 보유중인 기종
- 2025년 8월 기준으로 벨리비아 항공은 다음과 같은 기종을 보유하고 있으며 평균 기령은 14.8년이다.[2][3]

## 사진

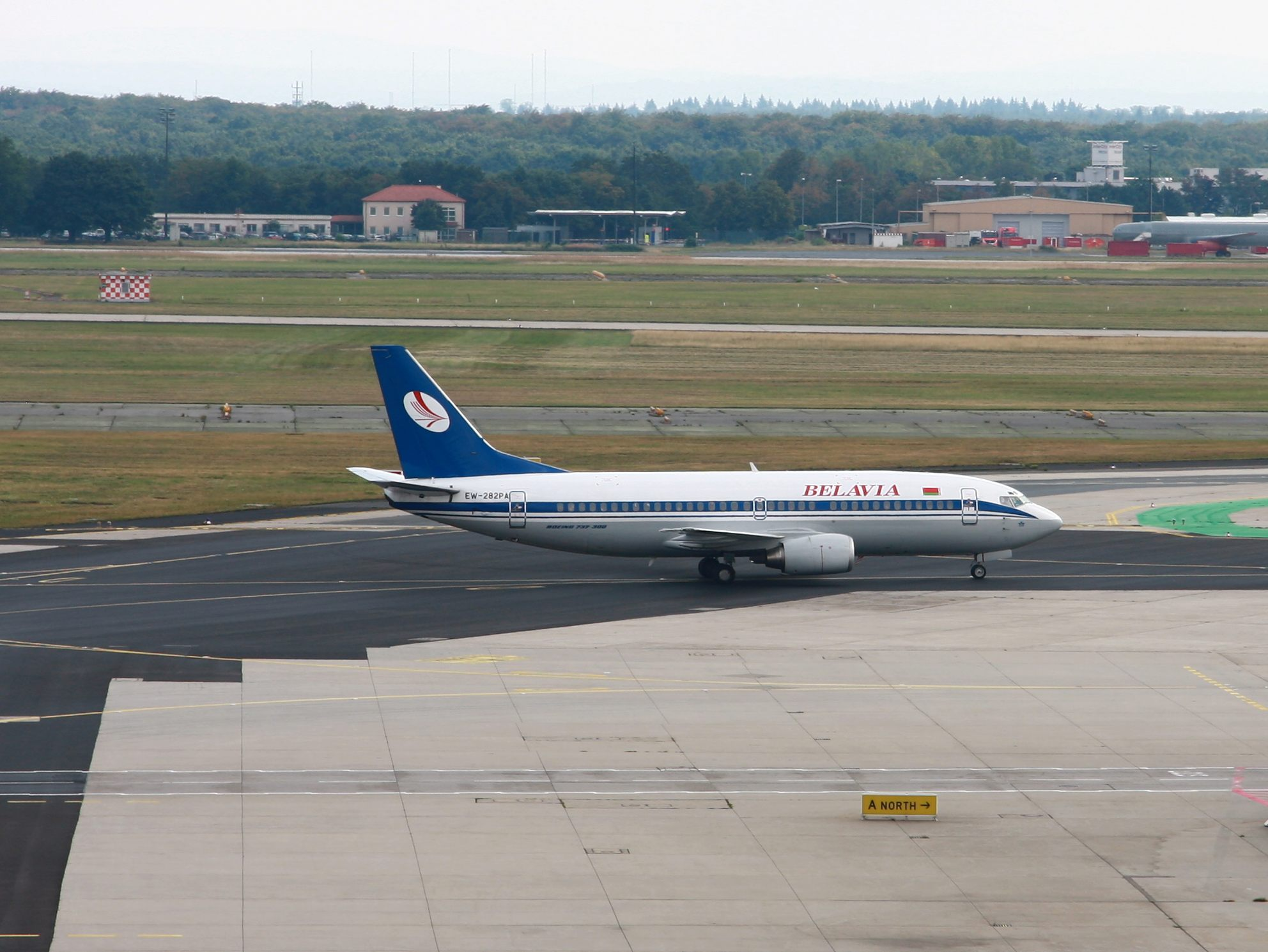
벨라비아 항공의 보잉 737-300
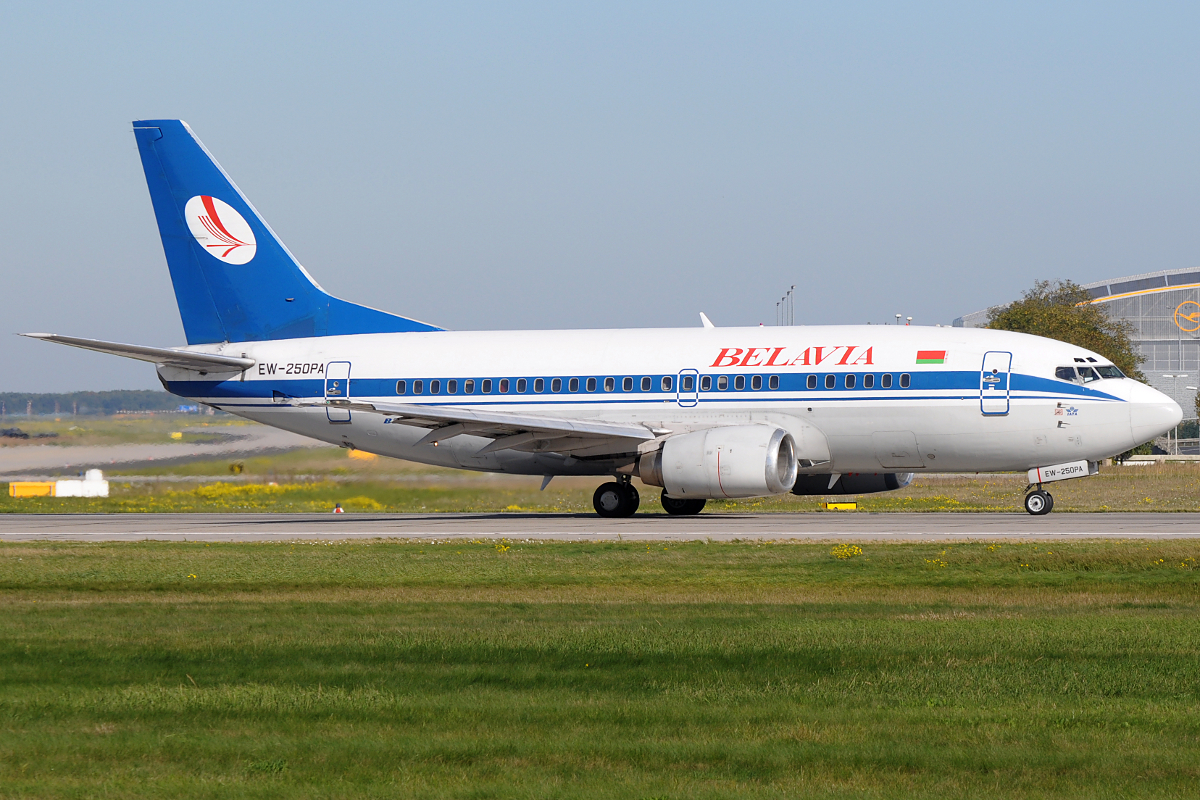
벨라비아 항공의 보잉 737-500
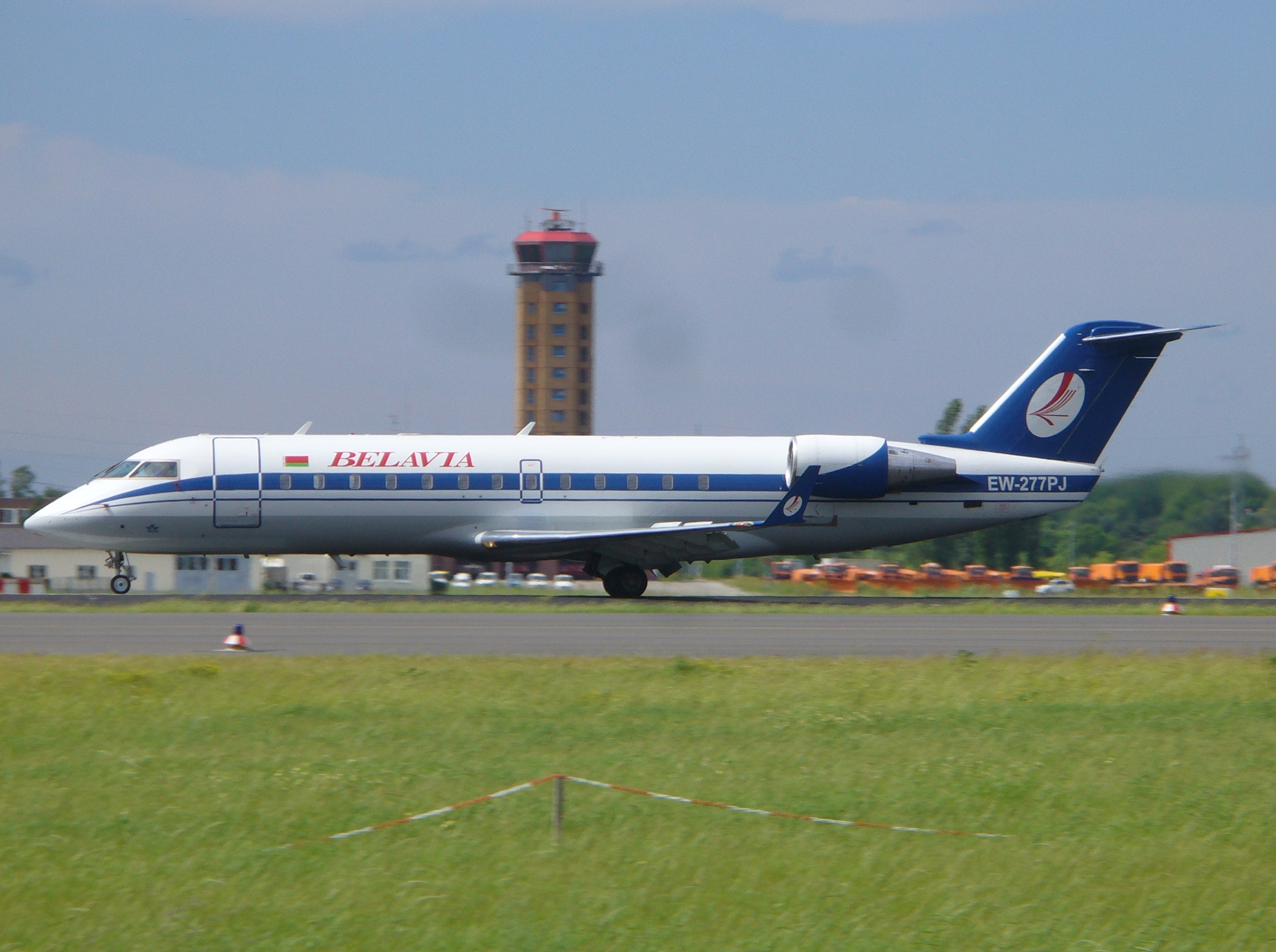
벨라비아 항공의 봄바디어 CRJ200
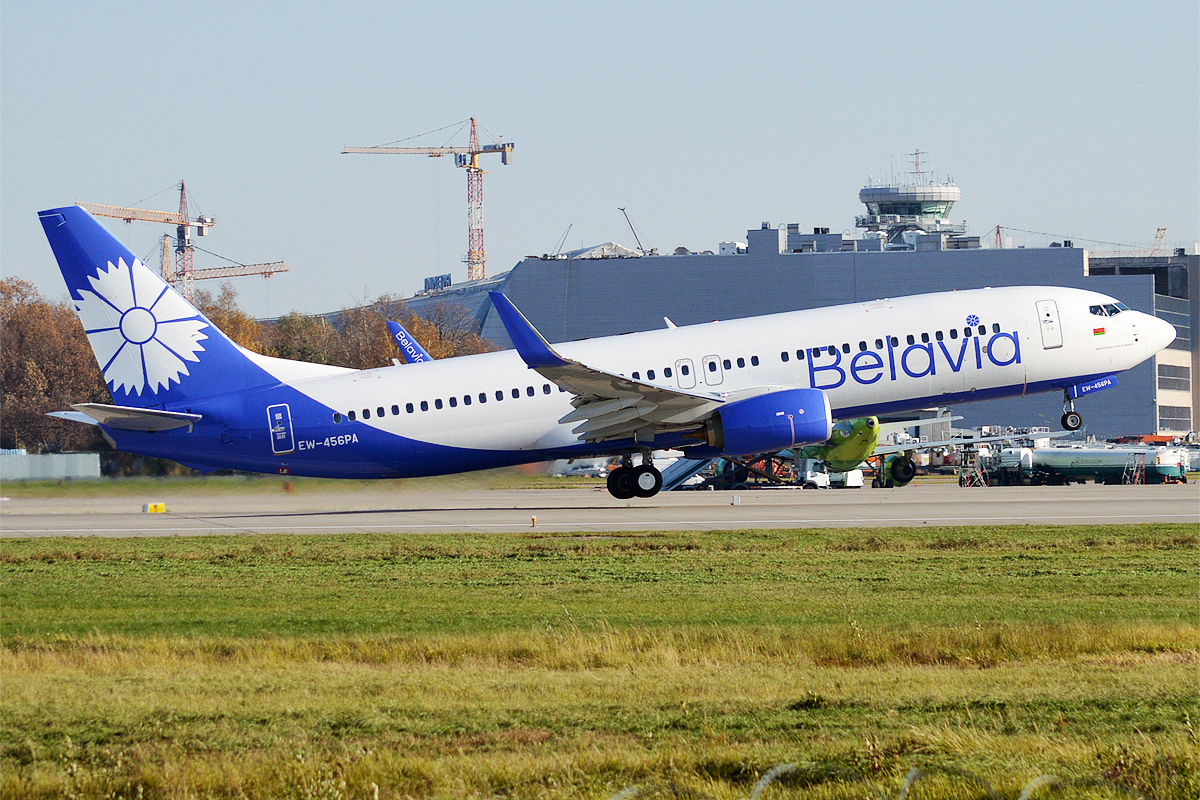
2016년 이후 도입된 신도색